# Emballotheca waipukurensis
Emballotheca waipukurensis är en mossdjursart som först beskrevs av Campbell Easter Waters 1887.  Emballotheca waipukurensis ingår i släktet Emballotheca och familjen Parmulariidae. Inga underarter finns listade i Catalogue of Life.